# Údolní rozhledna Věruška
Údolní rozhledna Věruška je netradiční rozhledna v intravilánu obce Ratiboř v okrese Vsetín ve Zlínském kraji. Je to 1. valašská údolní rozhledna na světě, která se nachází v údolí na pravém břehu potoka Ratibořka v Hostýnských vrších (subprovincie pohoří Hostýnsko-vsetínská hornatina).

## Další informace
Rozhledna má výšku 5,2 m a nachází se ve výšce 351,15 m n. m. a byla postavena v roce 2019. Vyhlídkou lze spatřit pouze okolní zástavbu včetně zajímavých detailů a také místní říčku Ratibořku. Primárně se jedná spíše o unikátní recesní stavbu. Přístup je celoročně volný žebříkem přes plot u domu čp. 272.

## Galerie

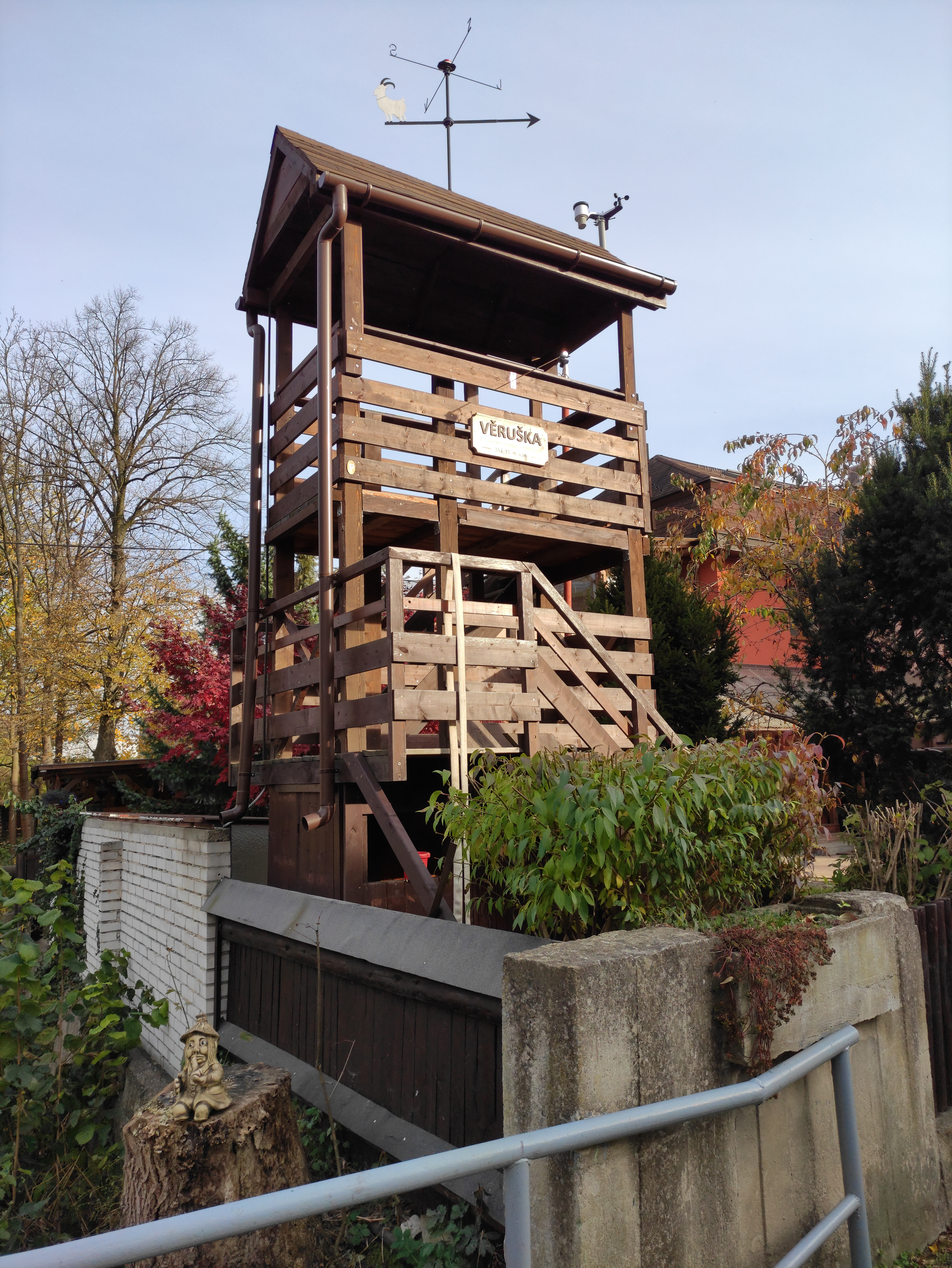
Rozhledna
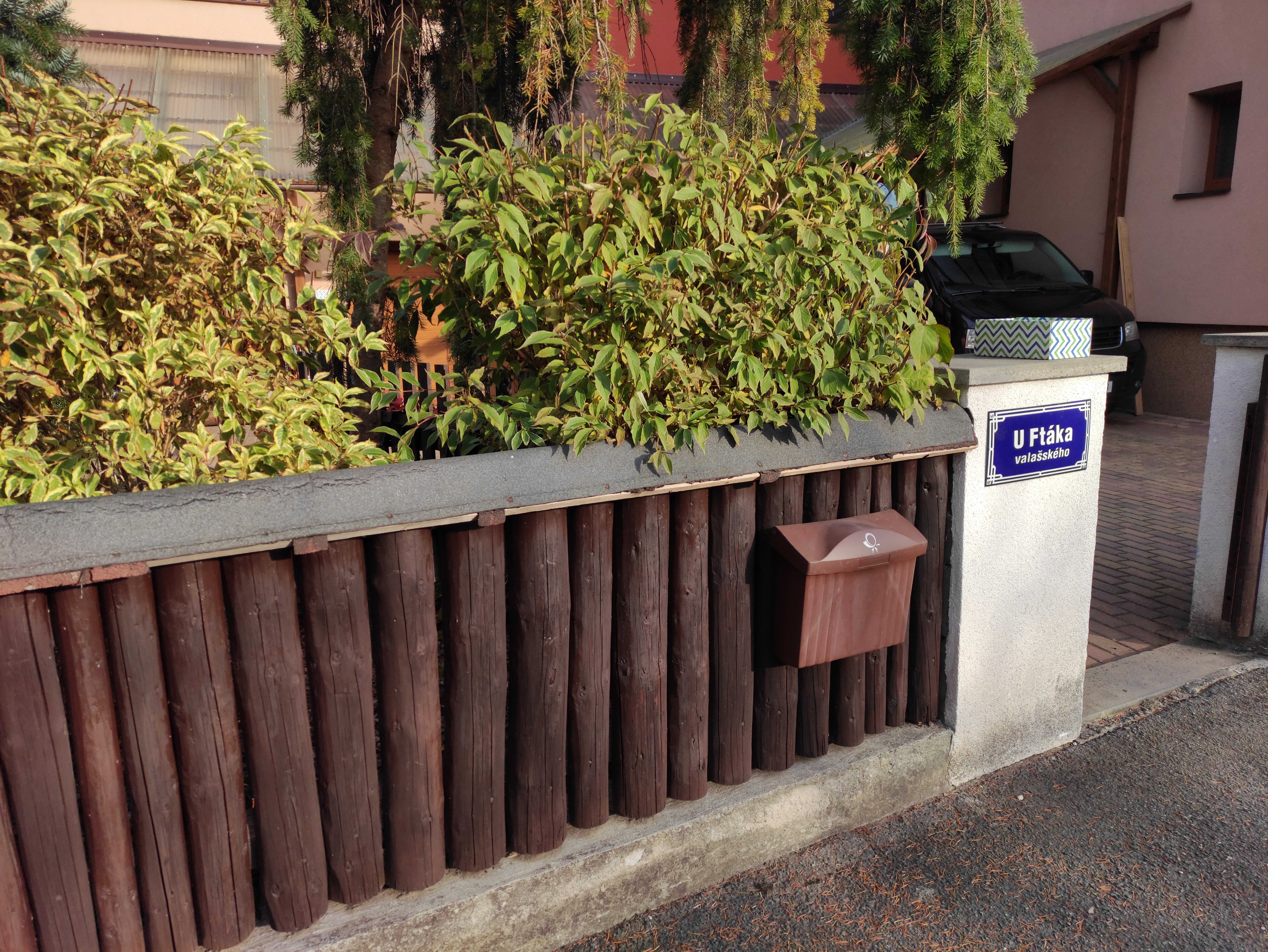
U údolní rozhledny